# Tobelo (ville)
Pour les articles homonymes, voir Tobelo.
Tobelo est une ville d'Indonésie dans l'est de l'île de Halmahera dans les Moluques. Administrativement, c'est un kecamatan du kabupaten de Halmahera du Nord dans la province des Moluques du Nord, dont elle est le chef-lieu. Sa population est d'environ 15 000 habitants.

## Tourisme
La plage de Kupa-Kupa se trouve à environ 10 km au sud de la ville, près d'un terminal pétrolier de la compagnie Pertamina. Le sable est malgré tout propre. On y trouve de beaux coraux pour le PMT.